# Marco Cassetti
Marco Cassetti (Brescia, 29 maggio 1977) è un ex calciatore italiano, di ruolo difensore o centrocampista, collaboratore tecnico del Como.

## Caratteristiche tecniche
Calciatore dotato di grande resistenza fisica e duttilità tattica, destro di piede e abile negli inserimenti dalle retrovie, durante la sua carriera ha giocato come terzino, ala o all'occorrenza centrocampista, inoltre durante le sue ultime stagioni da professionista ha giocato prevalentemente da difensore centrale.

## Carriera

### Giocatore

#### Club

##### Esordi
Cresciuto nel settore giovanile del Lumezzane, nel 1996 passa in prestito per due anni al Montichiari, per poi tornare a giocare con il Lumezzane nel 1998. Nell'estate del 2000 si trasferisce al Verona, con cui esordisce in Serie A il 30 settembre dello stesso anno nella partita (Bari-Verona (1-1). Con gli scaligeri gioca due stagioni da rincalzo in Serie A e una stagione (2002-2003) da titolare in Serie B.

##### Lecce
Nell'agosto 2003 si trasferisce al Lecce, neopromosso in Serie A, con cui gioca da titolare nella stagione 2003-2004, chiusa con la salvezza dei giallorossi, totalizzando 30 presenze e 5 gol (il primo gol in massima serie risale alla seconda giornata di campionato, nella vittoria casalinga per 3-1 contro l'Ancona). Nella stagione 2004-2005, terminata dai salentini all'undicesimo posto, si afferma come uno dei migliori esterni destri del campionato italiano, grazie all'allenatore Zdeněk Zeman che lo trasforma da centrocampista a difensore, nonostante alcune prime perplessità iniziali del giocatore. In campionato segna 4 gol in 36 presenze e le sue prestazioni individuali gli valgono la prima convocazione in nazionale italiana: è il primo calciatore del Lecce a riceverla. Nella stagione 2005-2006 gioca un altro campionato da titolare con il Lecce, che retrocede in Serie B con tre giornate di anticipo rispetto alla fine del campionato.

##### Roma

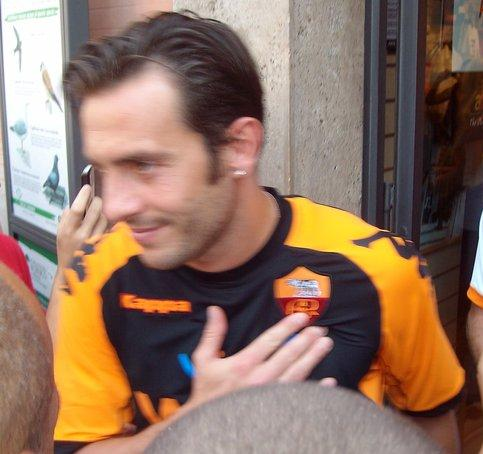
Marco Cassetti con la maglia della Roma nel 2011.

Nell'estate del 2006 viene ingaggiato dalla Roma, con la quale sottoscrive un contratto fino al giugno 2009. Con la società capitolina vince due Coppa Italia (2006-2007 e 2007-2008) e la Supercoppa italiana (2007). Segna il suo primo gol in Serie A con la maglia della Roma contro l'Inter (vittoria della Roma per 3-1 a San Siro) e sigla la prima rete in UEFA Champions League sul campo dello Sporting Lisbona. Il 6 dicembre 2009, al 77' minuto e con la maglia numero 77, realizza il gol che decide per 1-0 il derby della capitale contro la Lazio. L'11 aprile 2010 segna, di testa, nella gara contro l'Atalanta, la sua seconda rete in campionato. Il 3 giugno 2010 prolunga per un'altra stagione il proprio contratto con la Roma. Durante l'ultimo anno della gestione Sensi, Cassetti prolunga nuovamente di un altro anno il suo contratto fino al 30 giugno 2012 per un compenso lordo di 1,8 milioni di euro più bonus per la stagione sportiva 2011-2012. Alla fine della stagione si ritrova svincolato.

##### Watford

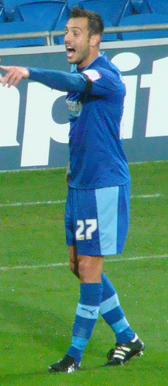
Marco Cassetti con la maglia del Watford nel gennaio 2013.

Il 23 agosto 2012 viene ufficializzato il suo ingaggio da parte dell'Udinese e la sua immediata cessione al Watford, con la formula del prestito annuale. Con gli inglesi, allenati da Gianfranco Zola, gioca l'intera stagione da titolare in seconda serie, ottenendo il terzo posto e il traguardo dei play-off. Il 19 luglio 2013 viene ufficialmente acquistato dal Watford. Con la squadra inglese realizza il suo primo ed unico gol in campionato il 25 marzo 2014, nella gara casalinga pareggiata per 3-3 contro il Blackburn Rovers.

##### Como e ritiro
Il 20 gennaio 2015 raggiunge un accordo con il Como, squadra di Lega Pro. Il 31 maggio realizza in trasferta, nella semifinale di ritorno dei play-off contro il Matera, uno dei rigori che consentono l'accesso in finale alla sua squadra, che al termine della stagione ottiene la promozione in Serie B. Trova la prima rete in campionato con la maglia dei lombardi segnando di testa il 24 ottobre dello stesso anno, nel pareggio interno per 1-1 contro il Latina. Si ritira dall'attività agonistica all'età di 39 anni, al termine della stagione 2015-2016.

#### Nazionale
Cassetti è stato il primo calciatore del Lecce a vestire la maglia della nazionale italiana, con cui ha debuttato il 30 marzo 2005, nell'amichevole Italia-Islanda (0-0) disputata a Padova, dove è subentrato al quarantaseiesimo del secondo tempo al posto di Marco Materazzi. È tornato a vestire la maglia della nazionale dopo quasi tre anni di assenza, il 6 febbraio 2008, in occasione della partita amichevole Italia-Portogallo (3-1) giocata a Zurigo. In azzurro conta 5 presenze.

### Allenatore
Nel corso dell'autunno 2017 inizia a seguire il corso speciale per allenatori UEFA, che abilita all'allenamento di tutte le formazioni giovanili, alle prime squadre fino alla Serie C, e alla posizione di allenatore in seconda in Serie B e Serie A. Il 15 dicembre consegue la licenza. Tra il 2018 e il 2019 è il vice di Christian Panucci sulla panchina della nazionale albanese.
Nel settembre 2020 ottiene l'abilitazione per Allenatore Professionista di Prima Categoria - Uefa Pro. Nella stagione 2022-2023 inizia a collaborare con il settore giovanile della Roma, entrando nello staff tecnico delle formazioni Under 18, Under 17, Under 16 e Under 15. Nel novembre 2023 viene indicato come responsabile in campo del neo allenatore del Como, Cesc Fàbregas, in Serie B, in quanto quest'ultimo sprovvisto di patentino. Il 26 dicembre 2023 siede sulla panchina dei lariani in occasione della vittoria per 2-1 sul campo del Cosenza. Torna poi al ruolo di collaboratore con Osian Roberts prima e Fabregas poi dopo la promozione in Serie A.

## Statistiche

### Presenze e reti nei club
| Stagione             | Squadra              | Campionato           | Campionato | Campionato | Coppe nazionali | Coppe nazionali | Coppe nazionali | Coppe continentali | Coppe continentali | Coppe continentali | Altre coppe | Altre coppe | Altre coppe | Totale | Totale |
| Stagione             | Squadra              | Comp                 | Pres       | Reti       | Comp            | Pres            | Reti            | Comp               | Pres               | Reti               | Comp        | Pres        | Reti        | Pres   | Reti   |
| -------------------- | -------------------- | -------------------- | ---------- | ---------- | --------------- | --------------- | --------------- | ------------------ | ------------------ | ------------------ | ----------- | ----------- | ----------- | ------ | ------ |
| 1996-1997            | Montichiari          | CND                  | 1          | 0          | CI-D            | 0               | 0               | -                  | -                  | -                  | -           | -           | -           | 1      | 0      |
| 1997-1998            | Montichiari          | CND                  | 29         | 6          | CI-D            | 0               | 0               | -                  | -                  | -                  | -           | -           | -           | 29     | 6      |
| Totale Montichiari   | Totale Montichiari   | Totale Montichiari   | 30         | 6          |                 | 0               | 0               |                    | -                  | -                  |             | -           | -           | 30     | 6      |
| 1998-1999            | Lumezzane            | C1                   | 19+3       | 2+2        | CI-C            | 1               | 0               | -                  | -                  | -                  | -           | -           | -           | 23     | 4      |
| 1999-2000            | Lumezzane            | C1                   | 31+2       | 1+0        | CI-C            | 6               | 0               | -                  | -                  | -                  | -           | -           | -           | 39     | 1      |
| Totale Lumezzane     | Totale Lumezzane     | Totale Lumezzane     | 50+5       | 3+2        |                 | 7               | 0               |                    | -                  | -                  |             | -           | -           | 62     | 5      |
| 2000-2001            | Verona               | A                    | 12         | 0          | CI              | 1               | 0               | -                  | -                  | -                  | -           | -           | -           | 13     | 0      |
| 2001-2002            | Verona               | A                    | 14         | 0          | CI              | 0               | 0               | -                  | -                  | -                  | -           | -           | -           | 14     | 0      |
| 2002-2003            | Verona               | B                    | 35         | 7          | CI              | 1               | 0               | -                  | -                  | -                  | -           | -           | -           | 36     | 7      |
| ago. 2003            | Verona               | B                    | 0          | 0          | CI              | 1               | 0               | -                  | -                  | -                  | -           | -           | -           | 1      | 0      |
| Totale Hellas Verona | Totale Hellas Verona | Totale Hellas Verona | 61         | 7          |                 | 3               | 0               |                    | -                  | -                  |             | -           | -           | 64     | 7      |
| ago. 2003-2004       | Lecce                | A                    | 30         | 5          | CI              | 0               | 0               | -                  | -                  | -                  | -           | -           | -           | 30     | 5      |
| 2004-2005            | Lecce                | A                    | 36         | 4          | CI              | 3               | 0               | -                  | -                  | -                  | -           | -           | -           | 39     | 4      |
| 2005-2006            | Lecce                | A                    | 29         | 0          | CI              | 0               | 0               | -                  | -                  | -                  | -           | -           | -           | 29     | 0      |
| Totale Lecce         | Totale Lecce         | Totale Lecce         | 95         | 9          |                 | 3               | 0               |                    | -                  | -                  |             | -           | -           | 98     | 9      |
| 2006-2007            | Roma                 | A                    | 28         | 2          | CI              | 6               | 0               | UCL                | 8                  | 0                  | SI          | 1           | 0           | 43     | 2      |
| 2007-2008            | Roma                 | A                    | 27         | 0          | CI              | 6               | 0               | UCL                | 7                  | 1                  | SI          | 1           | 0           | 41     | 1      |
| 2008-2009            | Roma                 | A                    | 20         | 0          | CI              | 1               | 0               | UCL                | 2                  | 0                  | SI          | 1           | 0           | 24     | 0      |
| 2009-2010            | Roma                 | A                    | 29         | 2          | CI              | 3               | 0               | UEL                | 6                  | 0                  | -           | -           | -           | 38     | 2      |
| 2010-2011            | Roma                 | A                    | 32         | 0          | CI              | 3               | 0               | UCL                | 7                  | 0                  | SI          | 1           | 0           | 43     | 0      |
| 2011-2012            | Roma                 | A                    | 7          | 0          | CI              | 0               | 0               | UEL                | 2                  | 0                  | -           | -           | -           | 9      | 0      |
| Totale Roma          | Totale Roma          | Totale Roma          | 143        | 4          |                 | 19              | 0               |                    | 32                 | 1                  |             | 4           | 0           | 198    | 5      |
| 2012-2013            | Watford              | FLC                  | 38+3       | 0          | FACup+CdL       | 1+0             | 0               | -                  | -                  | -                  | -           | -           | -           | 42     | 0      |
| 2013-2014            | Watford              | FLC                  | 35         | 1          | FACup+CdL       | 2+2             | 0               | -                  | -                  | -                  | -           | -           | -           | 39     | 1      |
| Totale Watford       | Totale Watford       | Totale Watford       | 73+3       | 1+0        |                 | 5               | 0               |                    | -                  | -                  |             | -           | -           | 81     | 1      |
| gen.-giu. 2015       | Como                 | LP                   | 10+3       | 0          | CI+CI-LP        | 0+1             | 0               | -                  | -                  | -                  | -           | -           | -           | 14     | 0      |
| 2015-2016            | Como                 | B                    | 31         | 1          | CI              | 0               | 0               | -                  | -                  | -                  | -           | -           | -           | 31     | 1      |
| Totale Como          | Totale Como          | Totale Como          | 41+3       | 1          |                 | 1               | 0               |                    | -                  | -                  |             | -           | -           | 45     | 1      |
| Totale carriera      | Totale carriera      | Totale carriera      | 493+11     | 33         |                 | 38              | 0               |                    | 32                 | 1                  |             | 4           | 0           | 578    | 34     |

### Cronologia presenze e reti in nazionale
| Cronologia completa delle presenze e delle reti in nazionale ― Italia | Cronologia completa delle presenze e delle reti in nazionale ― Italia | Cronologia completa delle presenze e delle reti in nazionale ― Italia | Cronologia completa delle presenze e delle reti in nazionale ― Italia | Cronologia completa delle presenze e delle reti in nazionale ― Italia | Cronologia completa delle presenze e delle reti in nazionale ― Italia | Cronologia completa delle presenze e delle reti in nazionale ― Italia | Cronologia completa delle presenze e delle reti in nazionale ― Italia |
| Data                                                                  | Città                                                                 | In casa                                                               | Risultato                                                             | Ospiti                                                                | Competizione                                                          | Reti                                                                  | Note                                                                  |
| --------------------------------------------------------------------- | --------------------------------------------------------------------- | --------------------------------------------------------------------- | --------------------------------------------------------------------- | --------------------------------------------------------------------- | --------------------------------------------------------------------- | --------------------------------------------------------------------- | --------------------------------------------------------------------- |
| 30-3-2005                                                             | Padova                                                                | Italia                                                                | 0 – 0                                                                 | Islanda                                                               | Amichevole                                                            | -                                                                     | 46’                                                                   |
| 11-6-2005                                                             | New York                                                              | Italia                                                                | 1 – 1                                                                 | Ecuador                                                               | Amichevole                                                            | -                                                                     | 88’                                                                   |
| 6-2-2008                                                              | Zurigo                                                                | Italia                                                                | 3 – 1                                                                 | Portogallo                                                            | Amichevole                                                            | -                                                                     | 81’                                                                   |
| 20-8-2008                                                             | Nizza                                                                 | Italia                                                                | 2 – 2                                                                 | Austria                                                               | Amichevole                                                            | -                                                                     | 69’                                                                   |
| 6-9-2008                                                              | Larnaca                                                               | Cipro                                                                 | 1 – 2                                                                 | Italia                                                                | Qual. Mondiali 2010                                                   | -                                                                     | 18’ 37’                                                               |
| Totale                                                                |                                                                       | Presenze                                                              | 5                                                                     |                                                                       | Reti                                                                  | -                                                                     |                                                                       |

### Statistiche da allenatore
Statistiche aggiornate al 27 dicembre 2023.
| Stagione        | Squadra         | Campionato      | Campionato | Campionato | Campionato | Campionato | Coppe nazionali | Coppe nazionali | Coppe nazionali | Coppe nazionali | Coppe nazionali | Coppe continentali | Coppe continentali | Coppe continentali | Coppe continentali | Coppe continentali | Altre coppe | Altre coppe | Altre coppe | Altre coppe | Altre coppe | Totale | Totale | Totale | Totale | % Vittorie | Piazzamento |
| Stagione        | Squadra         | Comp            | G          | V          | N          | P          | Comp            | G               | V               | N               | P               | Comp               | G                  | V                  | N                  | P                  | Comp        | G           | V           | N           | P           | G      | V      | N      | P      | %          | Piazzamento |
| --------------- | --------------- | --------------- | ---------- | ---------- | ---------- | ---------- | --------------- | --------------- | --------------- | --------------- | --------------- | ------------------ | ------------------ | ------------------ | ------------------ | ------------------ | ----------- | ----------- | ----------- | ----------- | ----------- | ------ | ------ | ------ | ------ | ---------- | ----------- |
| dic. 2023       | Como            | B               | 1          | 1          | 0          | 0          | CI              | -               | -               | -               | -               | -                  | -                  | -                  | -                  | -                  | -           | -           | -           | -           | -           | 1      | 1      | 0      | 0      | 100,00&    | Ad interim  |
| Totale carriera | Totale carriera | Totale carriera | 1          | 1          | 0          | 0          |                 | -               | -               | -               | -               |                    | -                  | -                  | -                  | -                  |             | -           | -           | -           | -           | 1      | 1      | 0      | 0      | 100,00     |             |

## Palmarès
- Coppa Italia: 2

Roma: 2006-2007, 2007-2008
- Supercoppa italiana: 1

Roma: 2007